# كايل موران
كايل موران (بالإنجليزية: Kyle Moran) (7 يونيو 1987 في جمهورية أيرلندا - ) هو لاعب كرة قدم أيرلندي في مركز الهجوم. لعب مع باتريك أتلتيك وديري سيتي ومانشستر يونايتد ونادي شيلبورن وInstitute F.C. ‏ ونادي لارن ‏ ونادي برث وNewry City F.C. ‏.

## وصلات خارجية
- كايل موران على موقع الاتحاد الأوربي (الإنجليزية)
- كايل موران على موقع Soccerway.com (الإنجليزية)